# Mixed Martial Arts Sport Association Austria
Mixed Martial Arts Sport Association Austria (kurz MMA-Austria) ist der österreichische Verband für gemischte Kampfsportarten.

## Verband
Im Jahr 1999 wurde durch die Brüder Gerhard und Michael Ettl, Predrag Krsikapa, Klaus Leutgeb (der die Veranstaltung moderierte) und Markus Schurian das erste öffentliche MMA-Event organisiert. In Österreich wird jedoch der Name „Free Fight“ dem Begriff „MMA“ oft vorgezogen. In Österreich gab es ab 2000 die sogenannte „AFVA – Austrian Freefight und Vale Tudo Association“, welche Mixed Martial Arts Veranstaltungen sanktionierte. Dieser Verband wurde aber 2004 geschlossen und erst 2007 begann die neue Ausrichtung des Sportes in Österreich. Daraus resultierend wurde 2009 die MMA-Austria gegründet und begann die Kampfsport-Szene professionell zu organisieren. Derzeit gibt es in Österreich nur zwei aktive Organisationen im Bereich Mixed Martial Arts, dies ist der MMA-Austria Verband und die FFA-Austria (Freefight Association Austria). Die MMA-Austria ist spezialisiert und zuständig für Wettkämpfe auf professioneller Ebene, die FFA-Austria hingegen stellt den österreichischen Amateurverband dar. Die beiden Verbände arbeiten jedoch eng zusammen, um gemeinsam die Mixed Martials Arts eine seriöse und reglementierte Plattform in Österreich zu bieten. Im Oktober 2009 wurden in Köln (Deutschland) durch eine internationale Kommission die International Rules of MMA als Standard für offiziellen Mixed-Martial-Arts-Veranstaltungen in Deutschland, Österreich, Tschechien, Frankreich und der Schweiz festgelegt. Im Februar 2010 entschlossen sich sieben Veranstalter, ihr eigenes Regelwerk und Titelstruktur auf Grundlage des eben erwähnten Reglements in Österreich zu verwenden. Diese Entwicklung führte zur Gründung des MMA-Verbandes Österreich durch Gerhard Ettl, Fritz Treiber und Stefan Helmreich. Der Verband stellt eine Dachorganisation für gemischte Kampfsportarten in Österreich dar. Die Anzahl der Mitglieder wächst; über 20 Kampfsportvereine sind bereits bei der MMA Austria registriert. Es werden Veranstaltungen organisiert und in ganz Österreich durchgeführt, wobei auch viele internationale Gastkämpfer teilnehmen. Die MMA-Austria selbst veranstaltet keine Events, die Hauptaufgabe ist es Veranstaltungen aus ihrem Bereich zu überwachen und sanktionieren.

## Wettkampfregeln
Es gibt offizielle Wettkampfregeln, die bei den Veranstaltungen der MMA-Austria angewendet werden. Sie behandeln die Themen: das MMA-Kampfgericht, internationale Kommandos, Abwaage der Kämpfer, die Kampfdauer im MMA-Kampf, die Kampfbekleidung, die Gewichtsklassen, erlaubte Techniken, verbotene Techniken, die Bewertung des Kampfes und Dopingbestimmungen.

### Erlaubte Techniken
Grundlegend sind die Techniken aller Kampfsportarten erlaubt, korrekte Kampfhandlungen können stehend kämpfend, aber auch im Bodenkampf ausgetragen werden. Ein Kampf ist einwandfrei, wenn sich beide Gegner in Halb- oder Nahdistanz oder Bodenkampf sportlich korrekt ohne verbotene Handlungen messen. Bei verbotenen Kampfhandlungen wird vom Ringrichter eine Verwarnung ausgesprochen und bei der dritten Verwarnung erfolgt die Disqualifikation des betreffenden Kämpfers. Befinden sich beide Kämpfer in einer aussichtslosen Bodenposition, die beiden die Fortsetzung des Kampfes unmöglich macht, muss der Ringrichter den Kampf unterbrechen und ihn stehend in der Ringmitte fortsetzen lassen.

### Verbotene Techniken
| - Kicken, wenn der Gegner am Boden ist - Kniestöße und Knietechniken zum Kopf des Gegners, wenn dieser am Boden ist - Ellbogenstöße zum Kopf des Gegners - Angriffe (Schläge, Tritte) auf den Hinterkopf, Nacken und die Wirbelsäule des Gegners - Angriffe auf Augen, Nase, Mund, Finger und Kehlkopf des Gegners - Das Klammern/Sperren des Gegners an die Seile | - Das Verlassen des Ringes unter den Seilen während Kampfhandlungen - Köpfstöße - Angriffe (Tritte, Schläge) gegen den Genitalbereich des Gegners - Das Werfen des Gegners aus dem Ring - Unsportliches Verhalten durch Gesten, Verhöhnen oder Beschimpfen des Gegners - Tritte gegen den Kopf des Gegners, wenn Schuhe getragen werden |

Die einzelnen Ausführungen zu allen Themen befinden sich im offiziellen Reglement der MMA-Austria.

## Kämpfer-Lizenz
Um an Wettkämpfen der MMA-Austria teilzunehmen zu können, benötigen Kampfsportler die Kämpferlizenz (Wettkampflizenz), welche ausschließlich durch den Verband ausgestellt wird. Es können internationale Sportpässe sowie Reserve-Sportpässe ausgestellt werden. Voraussetzung für die Registrierung ist die Inskription bei einem offiziellen Verein, der Mitglied im Verband MMA-Austria ist. Für die Zulassung zu Wettkämpfen müssen amtliche Dokumente abgegeben werden. Alle Kampfteilnehmer sind verpflichtet, sich jährlich ärztlichen Untersuchungen zu unterziehen.

## Kampfrichter
Der Verband betreibt selbst die Schiedsrichterausbildung, um so die Umsetzung der Kampfregeln zu gewährleisten. Jährlich werden offizielle Kampfrichterseminare angeboten; bei diesen wird der Umgang mit den Kämpfern und den Regeln gelehrt. Die Schiedsrichter werden auch von der MMA-Austria für den Promotor bzw. Veranstalter für offiziell anerkannte Wettkämpfe zur Verfügung gestellt.
Der Chef Referee des Verbandes ist Nebil Sebai aus Wien.

## Ranglisten
Um in die Rangliste aufgenommen zu werden, muss der Kämpfer eine Kämpfer-Lizenz besitzen und einem Verein angehören, der beim Verband registriert ist.

### Gewichtsklassen
Innerhalb des Verbandes werden sechs Ranglisten, unterteilt in Gewichtsklassen, geführt. Hierbei handelt es sich um:
- Federgewicht (–66 kg)
- Leichtgewicht (–70 kg)
- Weltergewicht (–77 kg)
- Mittelgewicht (–84 kg)
- Halbschwergewicht (–93 kg)
- Schwergewicht (–120 kg)

### Einstufung
Das Ranking-System richtet sich nicht nur nach dem Kampfrekord des Kämpfers, sondern wird auch durch folgende Parameter ermittelt:
- Stärke der Gegner
- Teilnahme an bedeutenden Turnieren
- Kampfrekord
- Kampfaktivitäten der letzten Monate
- Überlegenheit des Kämpfers bzw. dessen Kampfverläufe

## Aktuelle Profi-Champions
Die aktuellen Titelträger können sich in unterschiedlichen Abständen ändern. Ein Wettkämpfer muss Herausforderung annehmen und seinen Titel verteidigen, wobei die Voraussetzung für eine Herausforderung gegeben sein müssen. Der Fordernde muss unter den besten 5 der Rangliste sein und in Österreich seinen Lebensmittelpunkt haben. Des Weiteren muss ein Promotor oder Veranstalter den Titelkampf finanzieren (Gagen der beiden Kämpfer und Verbandsgürtel). Die Herausforderung muss schriftlich durch den Kämpfer oder dessen Manager an das Verbandsbüro der MMA-Austria gerichtet werden und dann dem Titelhalter weitergeleitet. Das Datum der Herausforderung sowie der Abnahme sind im Einvernehmen mit dem Verband zu klären. Jeder Champion seiner Gewichtsklasse muss seinen Titel innerhalb 12 Monate ab Erlangen mindestens einmal verteidigen. Sollte es in einem Titelkampf zur Disqualifizierung des Titelträgers kommen, so verliert er seinen Titel, jedoch wird dem Gegner der Titel nicht automatisch zuerkannt, sondern gilt als vakant.
| Gewichtsklasse    | Gewichtslimit | Titelträger        | Team                     | Ort        |
| ----------------- | ------------- | ------------------ | ------------------------ | ---------- |
| Schwergewicht     | +93 kg        | Nandor Guelmino    | Iron Fist-Team Stockmann | Wien       |
| Halbschwergewicht | -93 kg        | Rene Wollinger     | Ettl Bros.               | Graz       |
| Mittelgewicht     | -84 kg        | Erhan Kartal       | Iron Fist                | Wien       |
| Weltergewicht     | -77 kg        | Peter Treichl      | Kaiser-Gym Tirol         | Kufstein   |
| Leichtgewicht     | -70 kg        | Christian Draxler  | Austrian MMA Academy     | Bad Vöslau |
| Federgewicht      | -66 kg        | Samoth Schletterer | Kaiser-Gym Tirol         | Kufstein   |